# Drahtfunkkarte

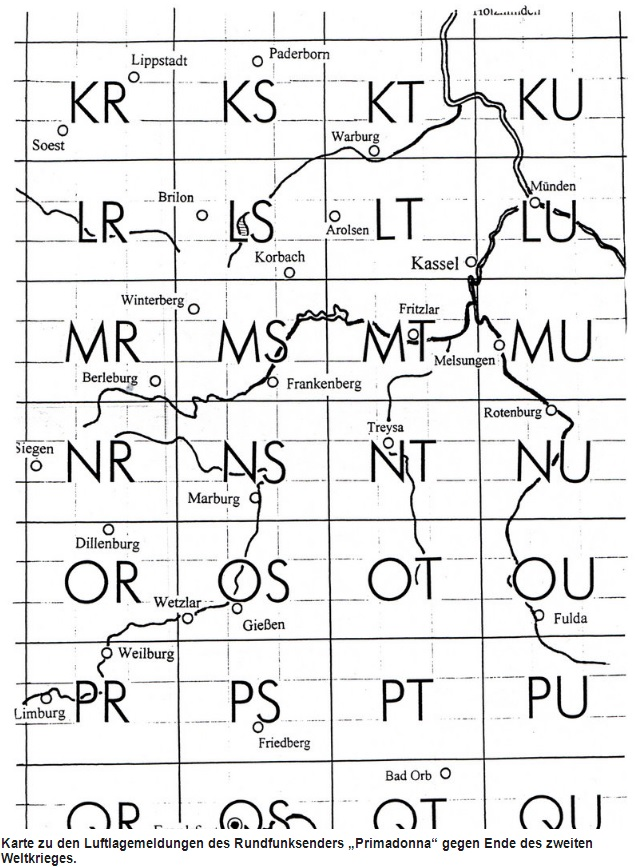
Schema der Drahtfunkkarte

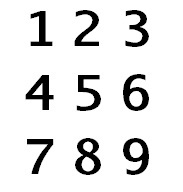
Die neun Bereiche eines Planquadrats einer Drahtfunkkarte

Eine Drahtfunkkarte war eine von Hand gefertigte Karte, die eine Orientierung gab, in welchen Planquadraten des deutschen Reiches während des Zweiten Weltkriegs mit einem Luftangriff zu rechnen war.

## Methode
Die Küstengefechtsstände klärten durch Funkmessungen die Position und die Richtung der einfliegenden Kampfverbände und führten durch die Koordinierung die Jagdflugzeuge an den Gegner heran. Ebenfalls wurden die Flakabteilungen möglicher Ziele vorzeitig gewarnt. Außerdem wurde die Bevölkerung mit einem Fliegeralarm gewarnt.

## Geschichte
Der deutsche Luftschutz hatte das Deutsche Reich in seinen Plantrapezen nach Jagdgradnetzmeldeverfahren und ab 1. Mai 1943 in ein Jägermeldenetz, das von Wolfgang Martini weiterentwickelt wurde, unterteilt. Diese Trapeze waren nach Kartesischen Koordinaten, sowohl in der Abszisse wie auch in der Ordinate, nach Buchstabiertafeln des Deutschen Reiches (1934) bzw. (1926) benannt: Anton für A, Berta für B usw. Somit war Heinrich-Richard ein Planquadrat auf der Karte. Weitere Beispiele: „Anton-Heinrich“ war die Nordsee, „Nordpol-Heinrich“ war Belgien südlich von Gent, „Anton-Ulrich“ war nördlich von Stade und „Nordpol-Siegfried“ war Marburg. Jedes Planquadrat wiederum war in neun Felder, die sogenannten Kleintrapeze des Jagdgradnetzmeldeverfahren von etwa 9 × 11 km untergliedert. Diese waren von links nach rechts und von oben nach unten zu zählen: Heinrich-Richard-7 war z. B. das östliche Münsterland. Durch Abhören der Luftwaffensender im Drahtfunk oder im Rundfunk, wie etwa des Luftwaffensender Primadonna und der Erfahrung der einsetzenden Luftalarmierung, orientierte sich bald auch die Zivilbevölkerung an diesem Schema. Tatsächlich stellten die allgemeinen Rundfunkstationen, abgesehen von den Luftlagemeldungen, welche durch Reichs-Rundfunk-Gesellschaften verbreitet wurden, den Sendebetrieb ein, um dem einfliegenden Feind keine Orientierung zu bieten. Die militärischen Sender erreichten über Drahtfunk bzw. über mobile, d. h. schwer zu verortende Stationen, die Hörer. Diese waren nie für die Zivilbevölkerung bestimmt, sondern zur Koordinierung der Gegenmaßnahmen, konnten allerdings über die allgemeinen Radioempfänger, wie etwa den Volksempfänger, problemlos erreicht werden. Das Abhören wurde auch nicht unter Strafe gestellt. Offiziell wurden diese Karten nie herausgegeben. Sie wurden von Zivilisten angefertigt, die den Erfahrungsgewinn aus den Meldungen der militärischen Sender und den Luftlagemeldungen und den Alarmierungen zogen oder durch Beziehung zu Angehörigen der Luftwaffe und des Luftschutzes über die Verteilung der Planquadrate orientiert waren. Daher ist es nicht verwunderlich, dass viele dieser Drahtfunkkarten voneinander abwichen und dementsprechend ungenau waren. Diese wurden, zwar nicht legal, unter der Hand kopiert und weitergegeben. Anders verhält es sich mit den Übersichtskarten für Luftlagemeldungen, die in den Tageszeitungen abgedruckt wurden und wahrscheinlich eine Maßnahme waren, um der Verbreitung der Drahtfunkkarten zu begegnen. Meistens wurden die Leser dazu aufgefordert, diese in der Wohnung oder im Luftschutzraum aufzuhängen. Diese dürfen daher nicht mit den Drahtfunkkarten verwechselt werden. 

„Noch lange nach dem Krieg waren vereinzelt an den Rundfunkempfängern die ‚Drahtfunkkarten‘ festgeklebt: Karten der weiteren Umgebung von Berlin mit einem Netzsystem von Buchstaben und Ziffern. Anhand der Durchsagen des Drahtfunks konnten sich die Berliner ausrechnen, ob der Fliegerangriff Berlin galt oder nicht, und wann sie sich in den Luftschutzkeller zu begeben hatten. Insgesamt war das keine vor Luftangriffen schützende Maßnahme, sie diente vielmehr der Information und der Gewöhnung der Menschen an den Luftkrieg.“